# 15448 Siegwarth
15448 Siegwarth eller 1998 XT21 är en asteroid i huvudbältet som upptäcktes den 10 december 1998 av Spacewatch vid Kitt Peak-observatoriet. Den är uppkallad efter fysikern James David Siegwarth.
Asteroiden har en diameter på ungefär 8 kilometer.